# Sclerasterias eustyla
Sclerasterias eustyla is een zeester uit de familie Asteriidae.
De wetenschappelijke naam van de soort werd in 1889 gepubliceerd door Percy Sladen.